# Cleveland Barons (2001–2006)
För andra betydelser, se Cleveland Barons.
Cleveland Barons var ett amerikanskt professionellt ishockeylag som spelade i American Hockey League (AHL) mellan 2001 och 2006. Laget spelade sina hemmamatcher i Gund Arena i Cleveland i Ohio. Laget hade sitt ursprung från att vara Kentucky Thoroughblades. År 2001 köpte NHL-laget San Jose Sharks Thoroughblades AHL-rättigheter och beslutade att laget skulle flyttas i syfte att vara Cleveland Barons. Fem år senare meddelade Barons att laget skulle få en ny hemvist i Worcester i Massachusetts. Laget i sig fick namnet Worcester Sharks.
De var farmarlag till sin ägare San Jose Sharks.
Spelare som spelade för Barons var bland andra Steve Bernier, Brad Boyes, Matt Carkner, Ryane Clowe, Niko Dimitrakos, Christian Ehrhoff, Marcel Goc, Josh Gorges, Todd Harvey, Josh Hennessy, Mike Iggulden, Lukáš Kašpar, Bracken Kearns, Milan Michálek, Kevin Mitchell och Garrett Stafford.